# Брент (нефтяное месторождение)
Брент — нефтяное месторождение, расположено в северной части грабена Викинг Центрально-Северноморской рифтовой системы Северноморского нефтегазоносного бассейна, в 140—150 км к северо-востоку от Шетландских островов. Месторождение открыто в июле 1971 года, разрабатывается компанией Royal Dutch Shell (Shell UK Limited) с 1976 года. Ранее месторождение было одним из наиболее продуктивных шельфовых проектов Великобритании, покрывая до 10 % энергопотребностей страны, однако добыча на нем сокращается с 1986 года, и в 2010-х годах оно достигло уровня, при котором не является экономически оправданным. Завершение эксплуатации месторождения Брент запланировано Shell UK на следующее десятилетие.
Смесь нефти, добываемой на месторождении Брент, служила в 1980—1990 годах эталонной маркой Brent Crude. Позже нефть Брент стала лишь одним из трёх, а затем, четырёх компонентов смеси Brent Blend. Данная марка является важнейшим мировым сортом нефти, от цен на неё прямо или косвенно зависят цены 70 % сортов нефти, торгуемых на мировом рынке.
Компания Шелл изначально давала открытым в Великобритании месторождениям названия в честь различных водоплавающих птиц в алфавитном порядке: Auk, Brent, Cormorant, Dunlin, Eider, Fulmar и т. д. Brent означает Brent Goose, однако одновременно является акронимом от названий пяти  юрских горизонтов месторождения — Broom, Rannoch, Etive, Ness и Tarbert.
Месторождение эксплуатируется с 4 стационарных нефтяных платформ: Brent Alpha, Brent Bravo, Brent Charlie, Brent Delta, установленных в 1975—1978 почти вдоль линии ЮЮЗ-ССВ на расстоянии 2-5 км друг от друга непосредственно на морском дне (глубина моря в этом районе составляет около 140 м). Все платформы, кроме Alpha, оснащены подводными ячейками для хранения нефти. С 1976 по 1991 год, до постройки трубопровода системы Brent в 2 км к западу от платформы B эксплуатировался заякоренный буй Brent Spar (ранее назывался Brent E), обеспечивавший хранение 45 тыс. м3 нефти и её перегрузку в танкеры. Ранее, с 1975 по 2003 год, для сжигания попутного газа также использовалась 194-метровая башня «Brent Remote Flare», закрепленная на морском дне к востоку от платформ A и B.

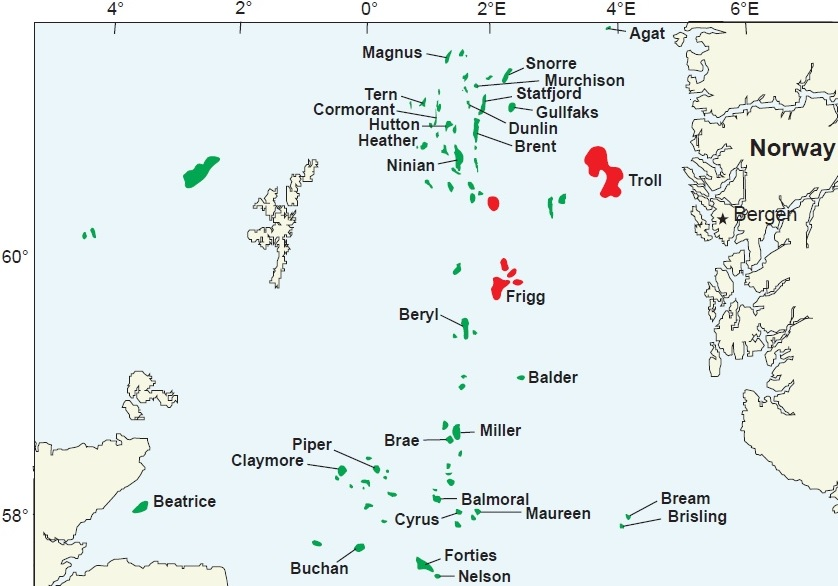
Карта месторождений в северной части Северного моря. Зеленым показаны нефтяные месторождения, красным — газовые.

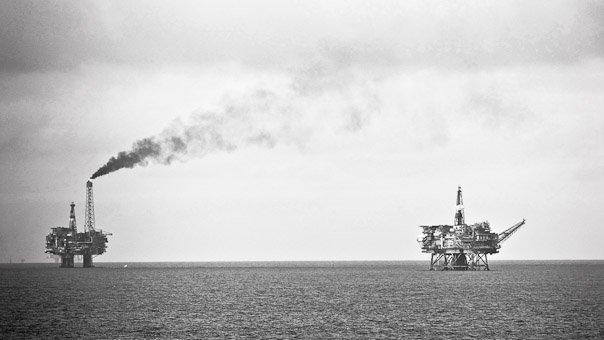
Платформы Brent Bravo (Brent B, слева) и Brent Alpha (Brent A, справа).